# Uracis imbuta
Uracis imbuta är en trollsländeart som först beskrevs av Hermann Burmeister 1839.  Uracis imbuta ingår i släktet Uracis och familjen segeltrollsländor. Inga underarter finns listade i Catalogue of Life.